# Saint-Laurent-Nouan
Saint-Laurent-Nouan is een gemeente in het Franse departement Loir-et-Cher (regio Centre-Val de Loire). De plaats maakt deel uit van het arrondissement Blois. Saint-Laurent-Nouan telde op 1 januari 2022 4.249 inwoners.
De gemeente is ontstaan in 1971 uit de fusie van Saint-Laurent-des-Eaux en Nouan-sur-Loire.
In de gemeente, gelegen langs de Loire, ligt net buiten het dorpscentrum de Kerncentrale Saint-Laurent.

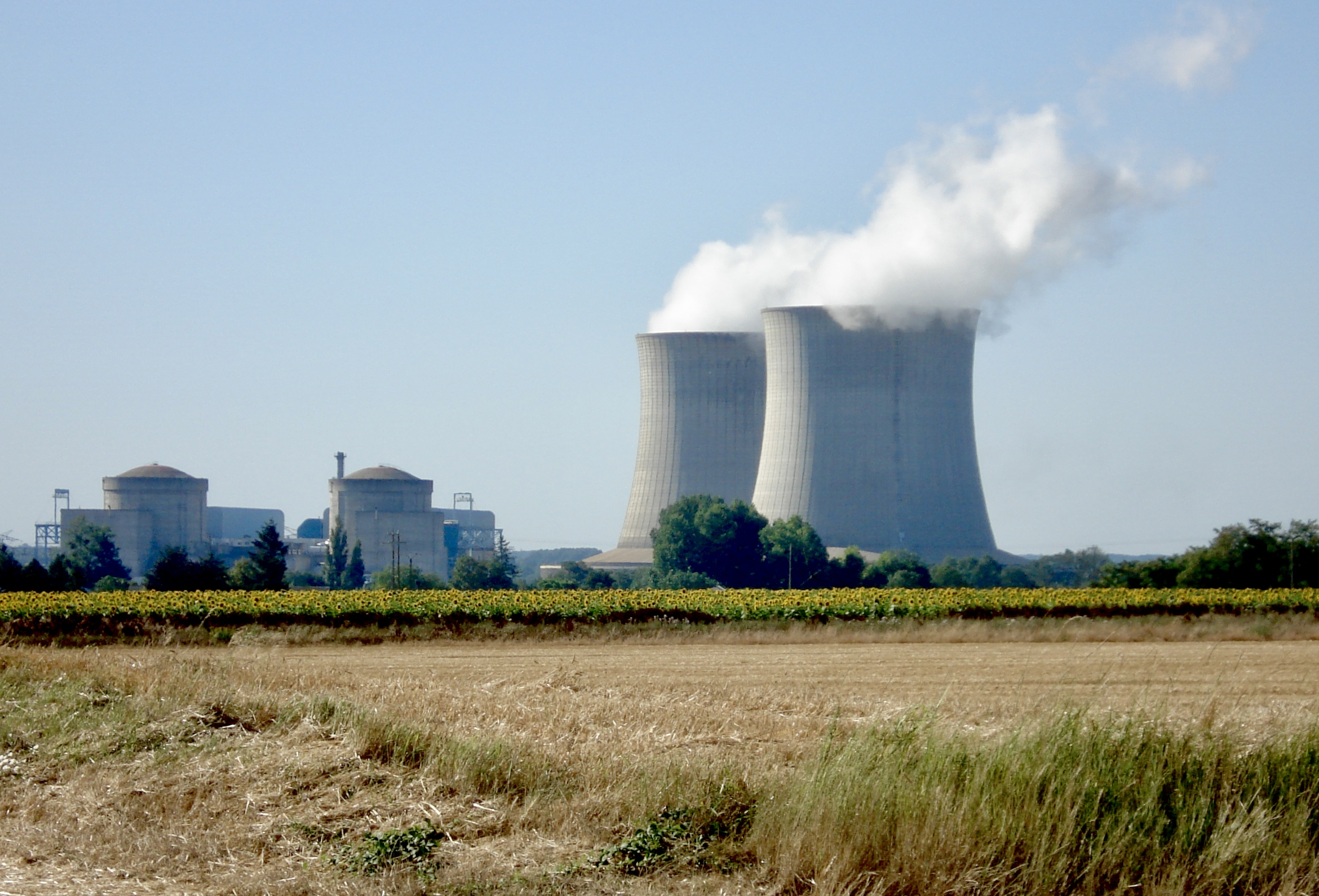
Kerncentrale van Saint-Laurent-Nouan

## Geografie
De oppervlakte van Saint-Laurent-Nouan bedroeg op 1 januari 2022 60,98 vierkante kilometer; de bevolkingsdichtheid was toen 69,7 inwoners per km².
De onderstaande kaart toont de ligging van Saint-Laurent-Nouan met de belangrijkste infrastructuur en aangrenzende gemeenten.

## Demografie
Onderstaande figuur toont het verloop van het inwonertal (bron: INSEE-tellingen).